# جورايسدايكايون دي سان زادورنايل
بلدية جورايسدايكايون دي سان زادورنايل (بالإسبانية: Jurisdicción de San Zadornil)‏, هي إحدى بلديات مقاطعة برغش, التي تقع في منطقة قشتالة وليون, والتي تقع في شمال غرب إسبانيا.
يبلغ عدد سكانها 80 نسمة وفقاً لإحصائية سنة (2002).